# Vähä Suojärvi
Vähä Suojärvi är en sjö i kommunen Gustav Adolfs i landskapet Päijänne-Tavastland i Finland. Arean är 43 hektar och strandlinjen är 4,47 kilometer lång. Sjön  ingår i Kymmene älvs huvudavrinningsområde.   Den ligger omkring 77 km norr om Lahtis och omkring 170 km norr om Helsingfors. 